# Kochánov (Teplýšovice)
Kochánov je malá vesnice, část obce Teplýšovice v okrese Benešov. Nachází se asi 2,5 km na jihozápad od Teplýšovic. V roce 2009 zde bylo evidováno 14 adres. Kochánov leží v katastrálním území Čeňovice o výměře 5,41 km².

## Historie
První písemná zmínka o vesnici pochází z roku 1454.

## Pamětihodnosti
- Památkově chráněná zvonička

## Další fotografie

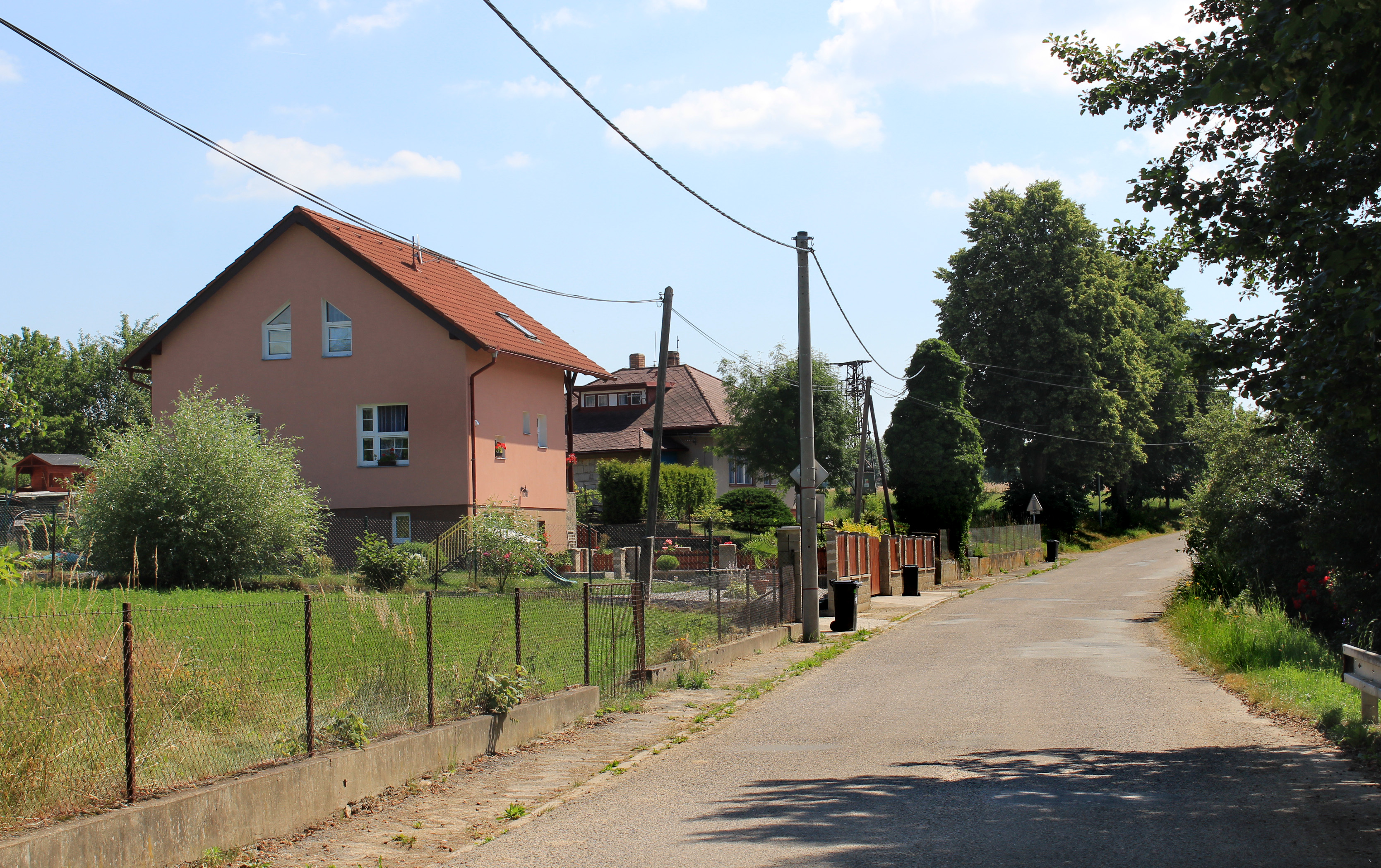
Domky u silnice k Teplýšovicím
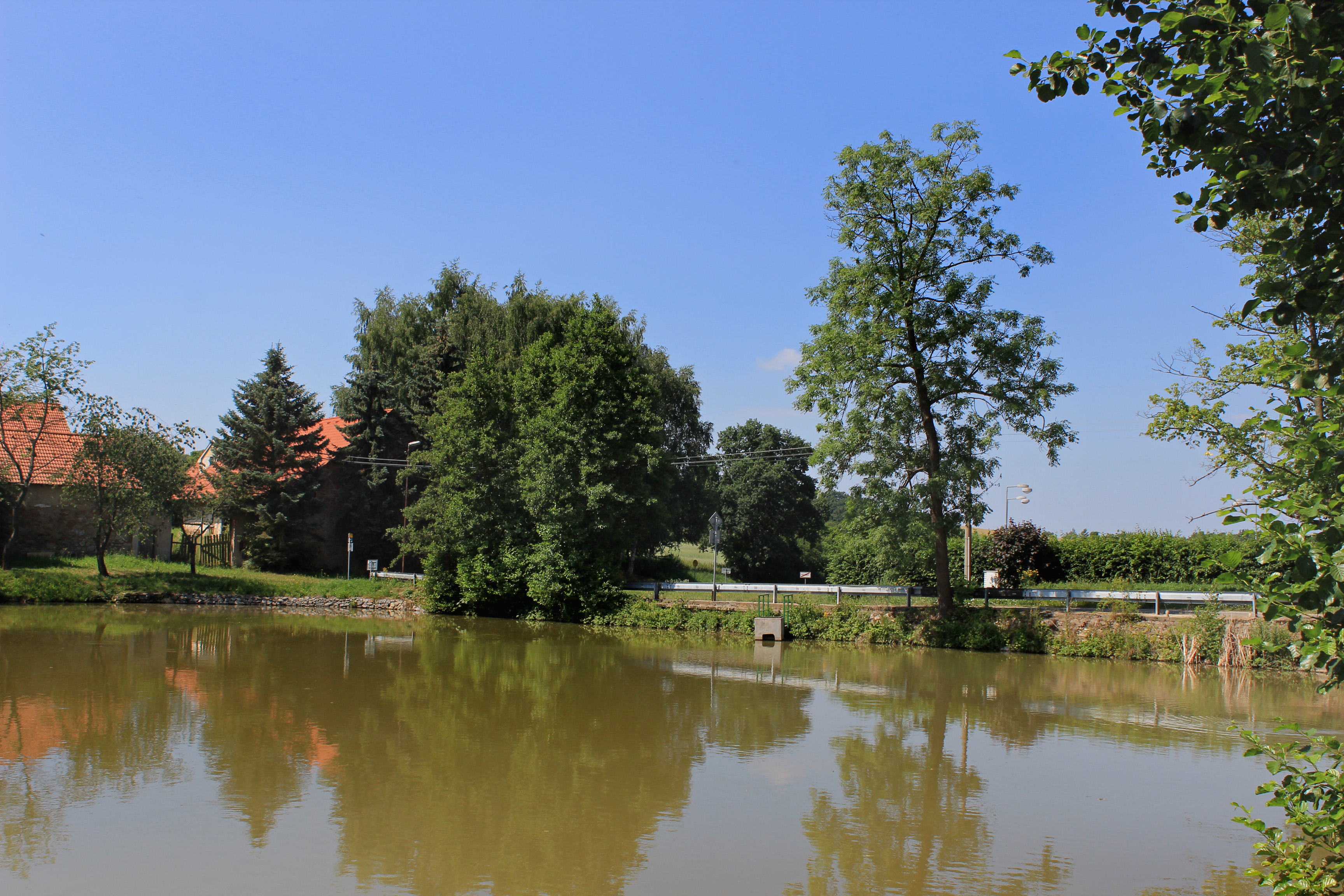
Rybník uprostřed vesnice
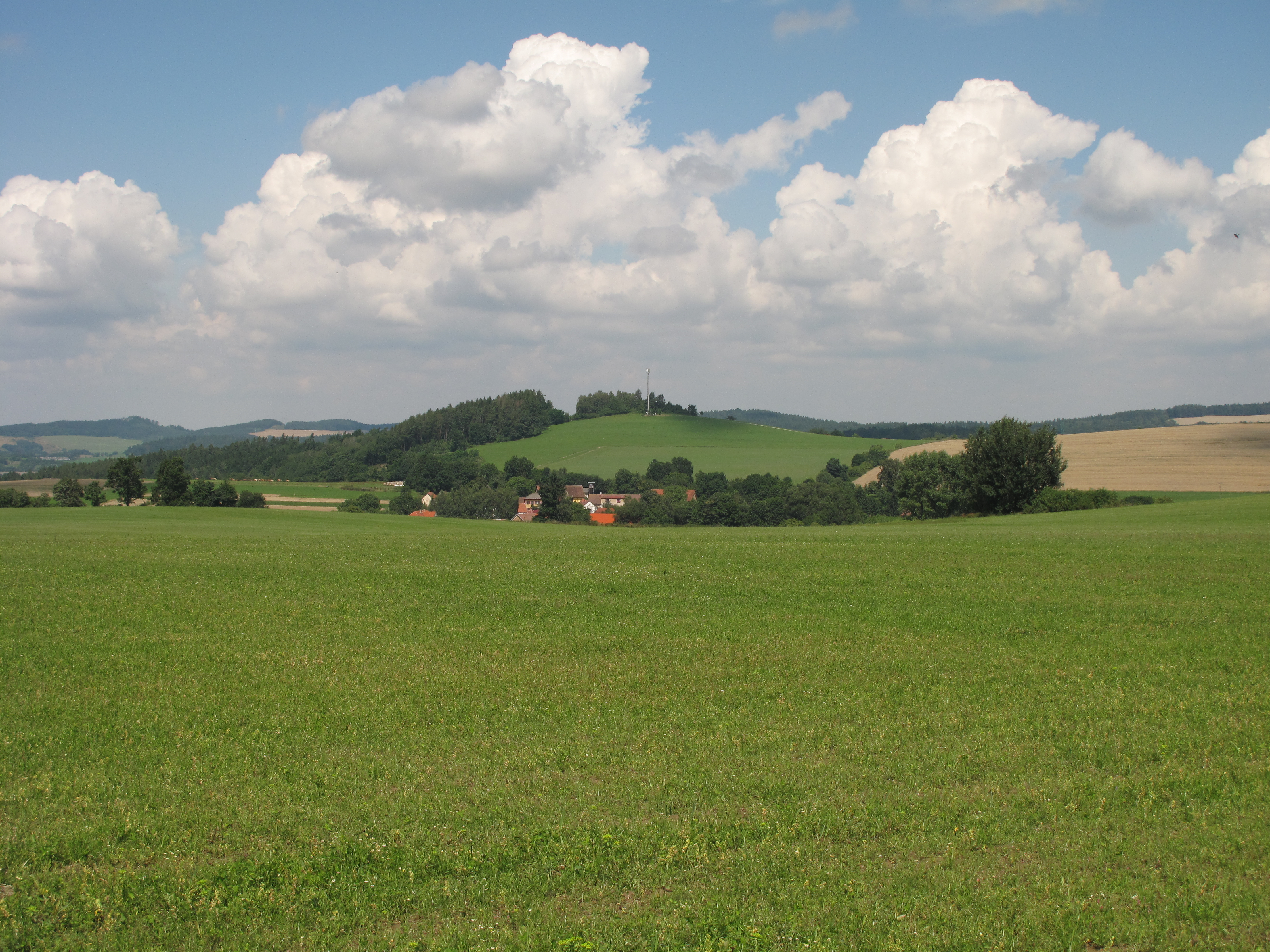
Celkový pohled na ves